# Paul Carson
Paul Carson (* 1949 in Newcastle) ist ein britisch-irischer Arzt und Autor.

## Lebenslauf
Von 1969 bis 1975 studierte er Medizin am Trinity College in Dublin, wo er sich auf Kinderheilkunde spezialisierte. Nach dem Studium ging er zunächst nach Australien; er arbeitete in einer dem Krankenhaus angegliederten Familienpraxis in Gawler, nahe dem Barossa Valley in Süd-Australien.
1984 kehrte er nach Irland zurück, und gründete die Slievemore-Clinic, die sich auf Allergie und Asthma bei Kindern spezialisiert. Diese liegt im Süden Dublins und Carson leitet sie bis heute.
Von 1984 bis 1996 schrieb er eine Reihe von medizinischen Artikeln und publizierte fünf Bücher zu diversen Fragen der Gesundheit. In dieser Zeit entstanden auch zwei Bücher mit Erzählungen für Kinder. Darüber hinaus arbeitet er als Kommentator für Sozial- und Gesundheitsfragen für das irische Radio und Fernsehen.
1997 erschien sein erster Thriller Scalpel, der sich 17 Wochen auf den Top 5 der Irish Times behauptete und als Fernsehkrimi verfilmt wurde. Seine weiteren literarischen Veröffentlichungen waren ähnlich erfolgreich.
Er ist verheiratet, hat zwei Kinder und lebt im Süden von Dublin.

## Werke
Belletristik
- Das Skalpell. Thriller. Bastei-Lübbe, Bergisch Gladbach 2001, ISBN 3-404-14595-X („The scalpel“)
- Tod in Dublin. Thriller. Bastei-Lübbe, Bergisch Gladbach 2002, ISBN 3-404-14730-8 („Cold Steel“)
- Herzalarm. Medical-Thriller. Bastei-Lübbe, Bergisch Gladbach 2003, ISBN 3-404-14898-3 („Final Duty“)
- Atemstille. Thriller. Bastei-Lübbe, Bergisch Gladbach 2005, ISBN 3-404-15306-5 („Ambush“)
- Platzangst. Thriller. Bastei-Lübbe, Bergisch Gladbach 2006, ISBN 3-404-15561-0 („Betrayal“)
- Leichenbitter. Thriller. Blanvalet Taschenbuch Verlag, Berlin 2014, ISBN 3-442-38366-8 („Inquest“)

Kinderbücher
- Doktor Norbert Bär

Sachbücher